# Température basale
La température basale est la température la plus basse que le corps atteint au repos. Lorsqu'il est au repos le corps se refroidit car le sang se concentre près des organes vitaux plutôt qu'aux extrémités. Le métabolisme et la respiration sont aussi au minimum pendant la nuit, ce qui permet d'atteindre cette température corporelle stable.

## Utilisation

Graphiques montrant le lien entre température basale et fertilité.

Cette température est très utilisée pour identifier la date d'ovulation. En effet, d'après le Dr Standford, la courbe de température peut augmenter les chances de grossesse chez les couples qui souhaitent un enfant,. Cette méthode est aussi utilisée pour des fins contraceptives dans certains cas, et une étude allemande prouve que l'efficacité peut être de 97 %. La température basale augmente juste après l'ovulation grâce à l'augmentation du niveau de progestérone.
Les femmes qui utilisent cette méthode se réveillent de bonne heure tous les matins pour prendre leur température, ce qui leur permet de faire leur courbe.
Les gynécologues recommandent souvent cette méthode pour vérifier que la femme ovule normalement.
La méthode n'a pas beaucoup évolué depuis sa découverte, à part peut-être grâce à de petits ordinateurs qui évitent à la femme de faire sa courbe sur papier, ou quelques nouveaux tests d'ovulation consistant en un senseur qui prend la température en continu (DuoFertility, OvulaRing, Endotherm Basal).